# Nanette Schechner

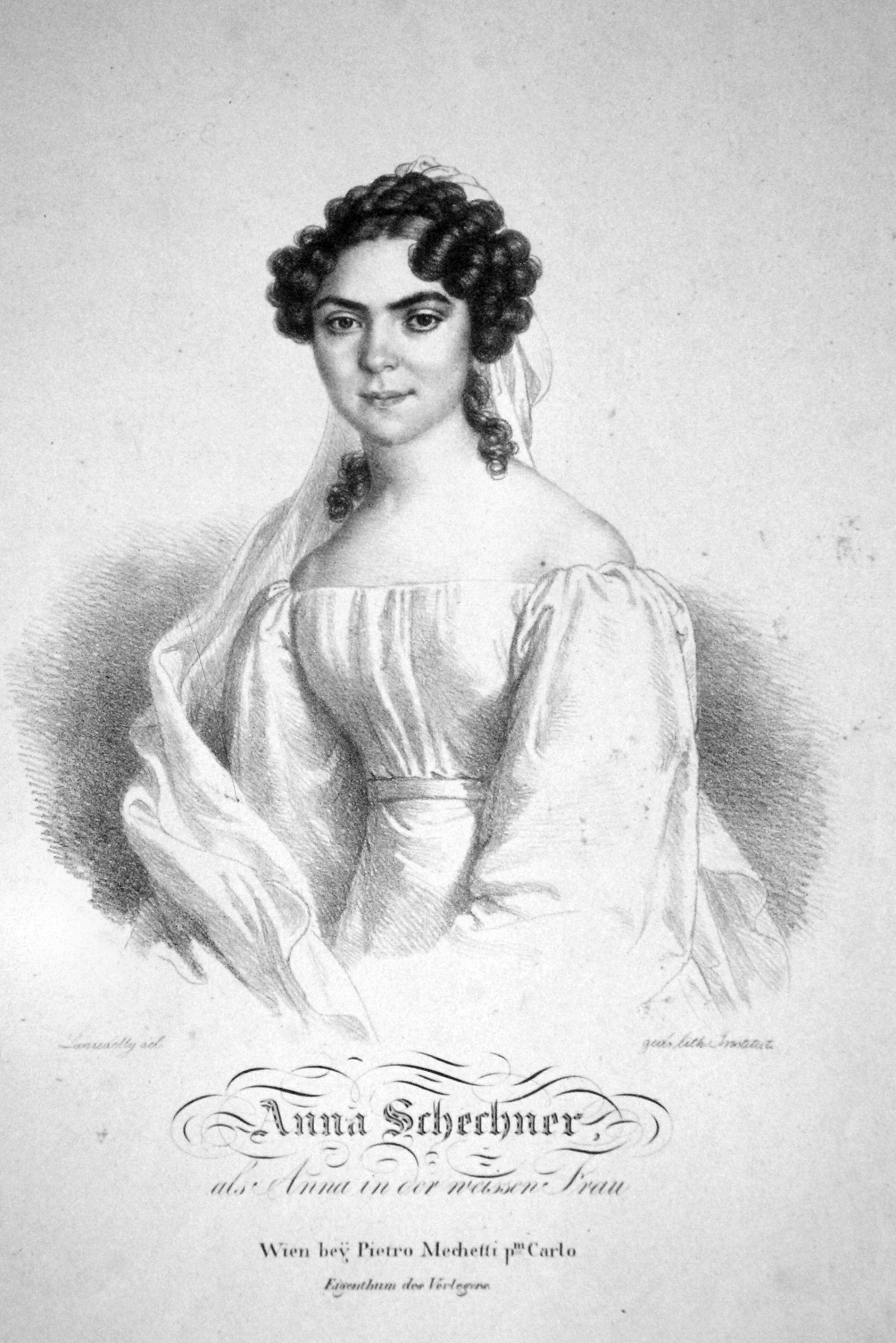
Anna Schechner als Weiße Dame in François-Adrien Boieldieus La dame blanche, Lithographie von Josef Lanzedelli d. Ä., um 1830

Nanette Schechner, eigentlich Anna Schechner, verheiratete Anna Schechner-Waagen, (* 3. Februar 1804 in München; † 29. April 1860 ebenda) war eine deutsche Opernsängerin (Sopran).

## Leben und Gesangskarriere
Nanette Schechner war eine Tochter des Münchener Mechanikus und Erfinders Xaver Schechner. Ersten Klavier- und Gesangsunterricht erhielt sie von einem Schauspieler. Anschließend kam sie unter die Obhut der Theaterchor-Singmeisterin Dorothea Güthe und wirkte im Chor der italienischen Oper mit. Ihre Begabung wurde bald wahrgenommen, so dass sie der Intendant der italienischen Hofoper München dem Singinstitut des Ferdinando Orlandi zu weiterer Ausbildung übergab. Als nun die gefeierte Altistin Giuseppina Grassini (* 1773 zu Varese; † 1850 in Mailand) zu Anfang der 1820er Jahre in München in der Oper Gli Orazi e i Curiazi von Domenico Cimarosa auftreten wollte, konnte nur die Schechner mit der Darstellung des Curiazio betraut werden. Obgleich kaum ausgebildet, überstrahlte doch Schönheit und Fülle ihrer Stimme, Mittel und Können der bereits alternden Grassini derart, dass diese minder gut als sonst sang. Orlandi wandte der Schechner fortan besondere Aufmerksamkeit zu und unterrichtete sie im Solfeggio, während Domenico Ronconi mit ihr Rollen einstudierte. Als sie, wie mit der Grassini, 1825 mit der Henriette Méric-Lalande zusammen sang, glänzte sie auch neben dieser durch Auffassung und kräftigen Willen und erreichte überall Hochgelungenes. Bereits 1821 war sie bei der italienischen Oper engagiert worden; im Juli 1822 trat sie erstmals als Servilia im Titus auf und sang bald auch das Ännchen im Freischütz. Ab 1. Oktober wurde sie dann zugleich für die deutsche Oper gewonnen, der sie dann seit 1. Juli 1825 ausschließlich zugeteilt war.
Mit großem Erfolg sang sie in diesem Jahre bereits an der Münchner Hofoper den Fidelio und begab sich auch auf Gastspielreisen (u. a. nach Stuttgart und Karlsruhe). Im Frühjahr 1826 verließ sie München und ging zunächst nach Wien. Sie debütierte als Emmeline in der Schweizer Familie im Kärntnertortheater mit herausragendem Erfolg, und man verglich sie mit der jungen Anna Milder. In Rossinis diebischer Elster errang sie die größten Triumphe. Da sie jedoch keine adäquaten Angebote erhielt, wechselte sie bald nach Berlin, wo sie bei ihren Gastspielen 1827 und 1829 ebenfalls größte Sensation machte. Sie konnte Glucks und Mozarts Opern genauso souverän darbieten wie das französische und neuere italienische Repertoire. Sie trat sowohl als Agathe im Freischütz, als auch als Julia in Spontinis Vestalin und Gluck-Partien auf.
Als Schechner 1828 nach München zurückgekehrt war, musste sie dort die jüngst verstorbene Clara Metzger-Vespermann (* 1800, † 6. März 1827) ersetzen. Sie spielte nun mit größtem Erfolg die Agathe im Freischütz, Fatime (in Oberon), den Kreuzritter in Il crociato in Egitto (von Meyerbeer) und Lady Macbeth (in Macbeth von Hippolyte Chelard).
Schechner war 1826/27 in Wien mit dem Sänger Ludwig Cramolini verlobt und heiratete am 17. Oktober 1831 den Lithographen und Maler Carl Waagen und trat nun als Schechner-Waagen auf. Doch wurde ihre Präsenz auf der Bühne durch eine Schwangerschaft und gesundheitliche Einbußen seltener. 1833 trat sie nochmals in Glucks Iphigenie auf, überanstrengte sich aber mit einigen anderen Rollen. Da sie ihre Stimme eingebüßt hatte, wurde sie am 1. Dezember 1834 pensioniert. Nanette Schechner starb 1860 im Alter von 54 Jahren in München.

## Grabstätte

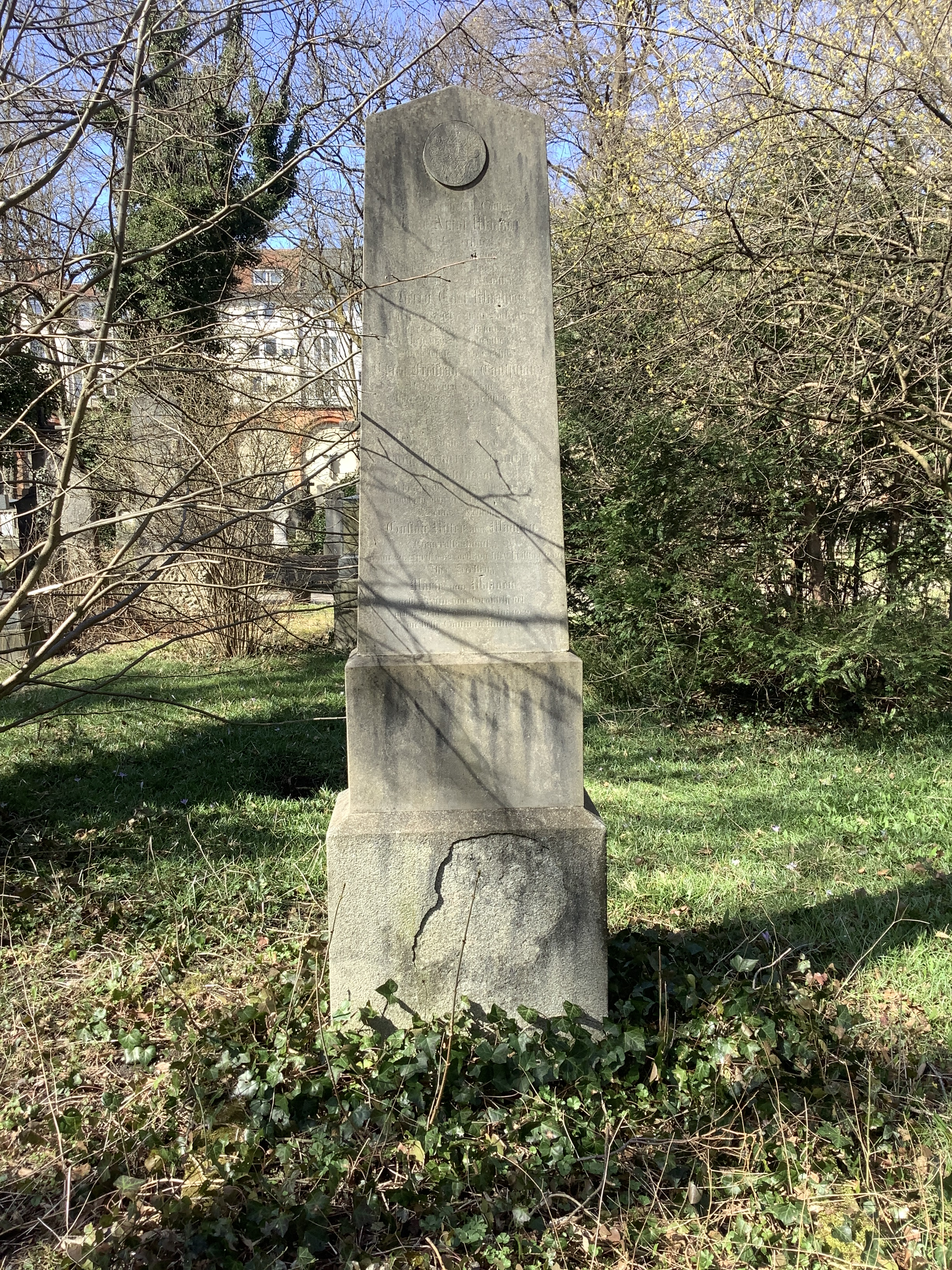
Grab von Nanette Schechner auf dem Alten Südlichen Friedhof in München

Die Grabstätte von Nanette Schechner befindet sich auf dem Alten Südlichen Friedhof in München (Gräberfeld 33 – Reihe 7 – Platz 34) Standort. In dem Grab ist auch Nanette Schechners Mann Carl Waagen sowie deren Töchter Anna und Marie begraben.

## Familie
Die Söhne von Nanette Schechner waren der geadelte Generalmajor Gustav von Waagen (1832–1906), der Maler Adalbert Waagen (1834–1898), sowie der Geologe Wilhelm Heinrich Waagen (1841–1900). Auf dem Grabstein sind auch die Töchter Anna Waagen und Marie Waagen (verheiratete Großschedel 1848-19¿¿) erwähnt.
Der Geologe Lukas Waagen (1877–1959) war einer ihrer Enkel.